# Islom Karimov
Islom Abdugʻaniyevich Karimov (uzb. cyr. Ислом Абдуғаниевич Каримов, ros. Ислам Абдуганиевич Каримов, Isłam Abduganijewicz Karimow; ur. 30 stycznia 1938 w Samarkandzie, zm. 2 września 2016 w Taszkencie) – uzbecki polityk, od 23 czerwca 1989 do 29 grudnia 1991 pierwszy sekretarz KC Komunistycznej Partii Uzbeckiej SRR, od 24 marca 1990 do 1 września 1991 prezydent Uzbeckiej SRR. Po ogłoszeniu przez Uzbekistan niepodległości, od 1 września 1991 do 2 września 2016 prezydent Uzbekistanu.

## Życiorys

### Młodość i edukacja
Islom Karimov urodził się 30 stycznia 1938 w Samarkandzie na terenach Uzbeckiej SRR. Ukończył studia ekonomiczne i inżynieryjne w Taszkencie.

### Działalność polityczna

#### Kariera w Komunistycznej Partii Związku Radzieckiego
W 1964 wstąpił do Komunistycznej Partii Związku Radzieckiego. W latach 1983–1986 był ministrem finansów i wicepremierem Uzbeckiej SRR. 23 czerwca 1989 został pierwszym sekretarzem Komitetu Centralnego Komunistycznej Partii Uzbeckiej SRR i sprawował ten urząd do 29 grudnia 1991. 24 marca 1990 został prezydentem Uzbeckiej SRR.

#### Prezydent Uzbekistanu
1 września 1991 proklamowano niepodległość Uzbekistanu, zaś już 29 grudnia 1991 Karimov wygrał wybory prezydenckie, które potwierdziły jego stanowisko, jako głowy państwa, jakkolwiek wybory powszechnie zostały uznane za niedemokratyczne. Wskazywano na liczne fałszerstwa oraz oficjalną propagandę, promującą wyłącznie Karimova, co jednak nie przeszkodziło mu dalej urzędować.
Ze względu na niechętną wobec islamizmu politykę rządu w latach 90. wybuchło powstanie dżihadystyczne wywołane przez Islamski Ruch Uzbekistanu. Jego głównym celem było utworzenie w Uzbekistanie państwa muzułmańskiego. Następnie rozszerzył swoje plany na całą Azję Centralną, w której miałby zostać utworzony ponadnarodowy kalifat, głosząc radykalne poglądy ruch zdobył poparcie Al-Ka’idy.
Karimov zwyciężył również w referendum w 1995 oraz wyborach w 2000, chociaż wybory te nie są uważane za wolne i uczciwe. W 2007 startował w wyborach na prezydenta z ramienia Liberalno-Demokratycznej Partii Uzbekistanu, a nie jak poprzednio Partii Ludowo-Demokratycznej. W pierwszej turze uzyskał wynik 90,77% głosów.
W wyborach prezydenckich, które odbyły się 29 marca 2015 Islom Karimov zwyciężył w pierwszej turze uzyskując 90,39% głosów. W następstwie zmiany prawa wyborczego, został wybrany na 5-letnią kadencję, a nie 7-letnią jak to było w latach poprzednich. Frekwencja wyborcza wyniosła 91,08%. 10 kwietnia 2015 został zaprzysiężony przed parlamentem na czwartą kadencję w urzędzie.
27 sierpnia 2016 prezydent Islom Karimov został przewieziony na oddział intensywnej terapii szpitala po tym, jak doznał krwotocznego udaru mózgu. Zgodnie z oświadczeniem wydanym przez rząd premiera Shavkata Mirziyoyeva prezydent miał przejść długotrwałe leczenie. Informacje na temat pogarszającego się stanu zdrowia Karimova pojawiały się już w poprzednich latach.
Islom Karimov zmarł 2 września 2016 w szpitalu w Taszkencie, informację tę potwierdził uzbecki rząd. Jako pierwsi kondolencje przesłali premier Turcji Binali Yıldırım oraz prezydent Gruzji Giorgi Margwelaszwili. Zgodnie z konstytucją, obowiązki prezydenta do czasu przeprowadzenia nowych wyborów przejął przewodniczący Senatu Nigʻmatilla Yoʻldoshev. W związku z jego śmiercią w kraju wprowadzono trzydniową żałobę narodową. Władze Kuby ogłosiły 5 września dniem żałoby narodowej. Uroczystości pogrzebowe odbyły się 3 września 2016 w Samarkandzie w południowo-wschodniej części Uzbekistanu.

#### Wyniki w wyborach prezydenckich
| Data            | Wynik  | Poparcie polityczne |
| --------------- | ------ | ------------------- |
| 29 grudnia 1991 | 87,10% | OXDP                |
| 9 stycznia 2000 | 95,70% | OXDP                |
| 23 grudnia 2007 | 90,77% | Oʻzlidep            |
| 29 marca 2015   | 90,39% | Oʻzlidep            |

## Oskarżenia
Oskarżony przez Craiga Murraya, brytyjskiego ambasadora w latach 2002–2004, o łamanie praw człowieka: porwania, morderstwa, gwałty, tortury, korupcję, prześladowania religijne; w tym o odpowiedzialność za zabicie lidera radykalnych islamistów Muzaffara Avazova, który zginął śmiercią przez ugotowanie.

## Nagrody i odznaczenia
- Bohater Uzbekistanu
- Order „Za wybitne zasługi” (1992)
- Order Przyjaźni
- Order Czerwonego Sztandaru Pracy
- Order Przyjaźni Narodów
- Krzyż Wielki z Wielką Wstęgą Orderu Zasługi Republiki Włoskiej (1997)
- Order Złotego Orła (1997)
- Order Księcia Jarosława Mądrego I klasy (1998)
- Order Stara Płanina
- Krzyż Wielki Orderu Witolda Wielkiego (2002)[24]
- Krzyż Wielki Orderu Zasługi Rzeczypospolitej Polskiej (2003)[25]
- Order Złotego Runa (2003)
- Prezydencki Order Doskonałości (2013)[26]
- Łańcuch Orderu Zasługi Cywilnej (2003)
- Wielki Order Mugunghwa
- Krzyż Wielki Orderu Trzech Gwiazd (2008)
- Order Republiki Serbii (2013)[27]